# Hodge–Tate-modul
Inom matematiken är en Hodge–Tate-modul en analogi av en Hodgestruktur över en p-adisk kropp. Jean-Pierre Serre (1967) introducerade och namngav Hodge–Tate-strukturer genom att använda resultat av John Tate (1967) om p-delbara grupper.

## Definition
Anta att G är den absoluta Galoisgruppen av en p-adisk kropp K. Då har G en kanonisk cyklotomisk karaktär χ som ges av dess verkan på enhetrötterna med ordning en p-te-potens. Låt C vara kompletionen av algebraiska höljet av K. Då säges ett ändligdimensionellt vektorrum över C med halvlinjär verkan på Galoisgruppen G vara av Hodge–Tatetyp om den är genererad av egenvektorerna av heltalspotenserna av χ.

### Allmänna källor
- Faltings, Gerd (1988), ”p-adic Hodge theory”, Journal of the American Mathematical Society 1 (1):  255–299, doi:10.2307/1990970, MR 924705, ISSN 0894-0347, http://dx.doi.org/10.2307/1990970
- Serre, Jean-Pierre (1967), ”Sur les groupes de Galois attachés aux groupes p-divisibles”, i Springer, Tonny A., Proceedings of a Conference on Local Fields  (Driebergen, 1966), Berlin, New York: Springer-Verlag, s. 118–131, MR 0242839, ISBN 978-3-540-03953-2
- Tate, John T. (1967), ”p-divisible groups.”, i Springer, Tonny A., Proc. Conf. Local Fields (Driebergen, 1966), Berlin, New York: Springer-Verlag